# عشق مدرن
«عشق مدرن» (به انگلیسی: Modern Love) ترانه‌ای از دیوید بویی هنرمند اهل بریتانیا است که سال ۱۹۸۳ میلادی به عنوان نخستین آهنگ آلبوم بیا برقصیم منتشر شد.
این تک‌آهنگ در چارت‌های، فلاندرز، بریتانیا، نیوزلند جزو ده ترانه اول قرار گرفت.
«عشق مدرن» در فیلمهای گوناگونی مورد استفاده قرار گرفته است که از میان آنها می‌توان خون ناپاک، سرزمین ماجراجویی، فرانسیس‌ها و کسب‌وکار را نام برد.